# Corydoras pinheiroi
Corydoras pinheiroi is een straalvinnige vissensoort uit de familie van de pantsermeervallen (Callichthyidae). De wetenschappelijke naam van de soort is voor het eerst geldig gepubliceerd in 1995 door Dinkelmeyer.